# Сен-Луи, Дилан
Дила́н Сен-Луи́ (фр. Dylan Saint-Louis; 26 апреля 1995, Гонесс, Франция) — конголезский футболист, нападающий.

## Клубная карьера
Является воспитанником «Сент-Этьена». Выступал за вторую команду. Дебютировал за неё 26 мая 2012 года в поединке против «Гапа», выйдя на замену на 90-й минуте. С сезона 2013/2014 — основной нападающий коллектива. Всего провёл 45 матчей, забил 12 мячей.
В январе 2016 был отдан в аренду клубу «Эвиан» до конца сезона 2015/2016. 5 февраля 2016 года дебютировал в Лиге 2 в поединке против «Парижа» и отличился в первой же игре. Всего в аренде провёл 6 встреч.
Перед сезоном 2016/2017 вернулся обратно в родной клуб. 21 августа 2016 года дебютировал в Лиге 1 поединком против «Монпелье». Сен-Луи вышел в основном составе и вновь сумел отличиться в дебютной игре.
23 июня 2019 года Сен-Луи покинул «Париж» и перешёл в бельгийский клуб «Беерсхот», подписав трехлетний контракт.
За сборную Конго Сен-Луи дебютировал в матче против Египта (1:2) в отборочном турнире чемпионата мира 2018 года. 8 ноября 2017 года забил свой первый гол за сборную в ворота Бенина (1:1).